# The Flying Burrito Brothers
The Flying Burrito Brothers est un groupe américain de country rock originaire de Los Angeles, actif durant les années 1967 à 1972.

## Historique
Les Flying Burrito Brothers sont issus du rêve de Gram Parsons de concilier deux Amériques qui se tournent le dos :
l'une, celle des chanteurs de bluegrass et de country & western puritains et traditionalistes comme Merle Haggard et des Louvin Brothers ; et l'autre subversive, avant-gardiste et déjantée du San Francisco de la fin des années 1960 avec Grateful Dead et Jefferson Airplane.
Définissant son groupe comme une formation de Memphis soul avec une steel guitar, Gram Parsons (accompagné d'un ex Byrds, Chris Hillman) parviendra à cette synthèse. Le premier album The Gilded Palace of Sin est encensé par la critique. Traitement country de ballades soul (Do Right Woman, Do Right Man et The Dark End of the Street), guitares fuzz dans de somptueuses compositions country noyées dans le pedal steel ravageur de Sneeky Pete.
Puisque Gram Parsons est l'ami de Keith Richards des Rolling Stones, et qu'il est persuadé de son succès, il se met à vivre une vie dissolue correspondant aux standards de l'époque.
50 000 exemplaires se vendront du 1er album. Un second sera assemblé, puis Gram Parsons finira sa carrière en solo.
À ses débuts, le groupe était constitué de Gram Parsons (chant-guitare), Chris Hillman (basse-chant), Bernie Leadon (guitare-chant), Sneakie Pete Kleenow (pedal steel guitar) et Michael Clarke ex Byrds également (batterie).
Gram collaborera quelque temps avec les Rolling Stones, lesquels créeront Wild Horses pour lui rendre hommage. Après le départ de Gram, les Burrito s'adjoindront à Rick Roberts (guitare et chant) qui composera le superbe Colorado repris entre autres par Stephen Stills en concert (mais à ne pas confondre avec sa chanson du même nom sur le premier album de Manassas).
Le groupe se sépare début 1972, Hillman rejoint Richie Furay et John David Souther, Leadon fonde le groupe Eagles et Roberts fonde le groupe Firefall.
Il faudra attendre des années avant que l'œuvre de ce groupe ne soit redécouverte. Elle influencera la vague Americana des années 1990 : Jayhawks, Neal Casal.

## Discographie

### Albums studio
- The Gilded Palace of Sin (1969)
- Burrito Deluxe (1970)
- The Flying Burrito Bros (1971)
- Flying Again (1975)
- Airborne (1976)
- Hearts on the Line (1981)
- Sunset Sundown (1982)
- Eye of a Hurricane (1994)
- California Jukebox (1997)
- Honky Tonkin' aka Sons of the Golden West (1999)

### Albums live
- Last of the Red Hot Burritos (1972)
- Sin City (1976)
- Flying Burrito Brothers '76 (1976)
- From Another Time (1976)
- Close Encounters to the West Coast (1978)
- Live from Tokyo (1979)
- Hollywood Nights 1979-82 (1983)
- Cabin Fever (1985)
- Live from Europe (1986)
- Gram Parsons Archives Vol.1: Live at the Avalon Ballroom 1969 (2007)
- Authorized Bootleg: Fillmore East, NY, NY Late Show 11/07/70 (2011)